# Tấm bảng Saqqara
Tấm bảng Saqqara, hiện tại đang được lưu giữ tại Bảo tàng Ai Cập, là một bản khắc đá cổ đại tồn tại từ Thời kỳ Ramesside của Ai Cập cổ đại ghi chép danh sách tên các vị pharaon. Nó được tìm thấy vào năm 1861 tại Saqqara, trong lăng mộ của Tjenry (cũng được viết là Tjuneroy) – một quan chức ("một Thầy tu trưởng" và "Giám sát công trình trên tất cả các Đài tưởng niệm Hoàng gia") của pharaon Ramesses II.
Tấm bảng liệt kê năm mươi tám vị vua, từ Vua Anedjib và Qa'a của Vương triều thứ Nhất) đến Ramesses II (Vương triều thứ Mười Chín), theo thứ tự thời gian đảo ngược, bỏ qua những nhà cai trị trong Thời kỳ Chuyển tiếp thứ Hai, Thời kỳ cai trị của người Hyksos và những người cai trị có liên quan gần kề với vị pharaon dị giáo Akhenaten ".
Các tên bằng chữ tượng hình (được bao quanh bởi một đường giới hạn hình bầu dục được gọi là cartouche), trong đó chỉ có bốn mươi bảy cái tên là còn tồn tại, nhưng lại bị hư hỏng nặng. Cũng như các danh sách vua khác của Ai Cập, Tấm bảng Saqqara đã bỏ qua các vị vua nào đó và hoặc toàn bộ triều đại. Danh sách viết ngược từ Ramesses II đến điểm giữa của Vương triều thứ Nhất, ngoại trừ Vương triều thứ Mười Hai, thứ Mười Một và mười hai, tất cả đều bị đảo ngược. Một bức ảnh nổi tiếng chụp danh sách vua đã được xuất bản vào năm 1865. Hình ảnh chi tiết và độ phân giải cao có thể được xem trực tuyến và bên trong cuốn sách Bên trong Bảo tàng Ai Cập với Zahi Hawass (Inside the Egyptian Museum with Zahi Hawass)

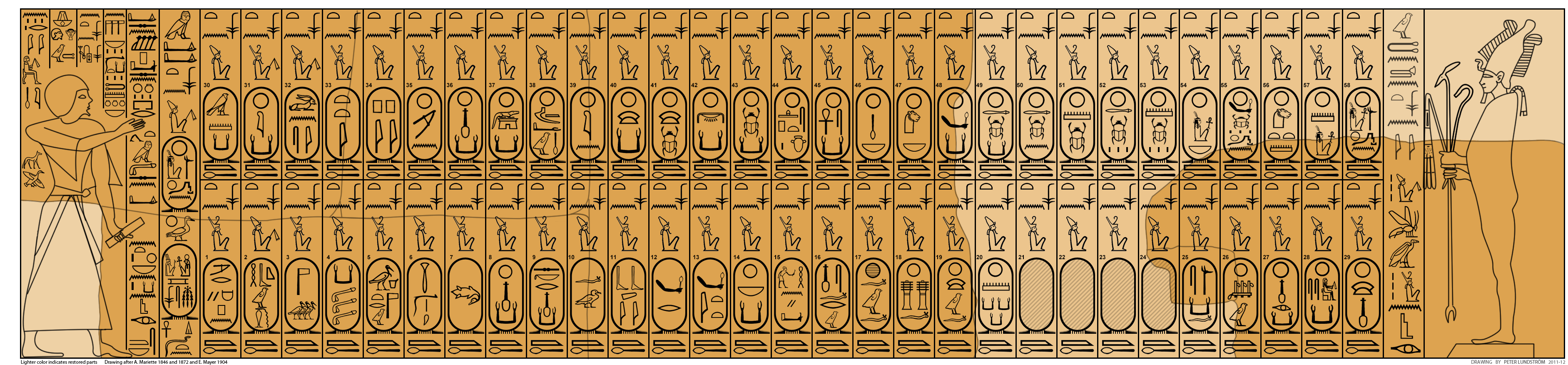
Bản vẽ Danh sách Vua Saqqara dựa trên các bức ảnh và bản vẽ từ năm 1864-1865.

## Các vị vua trong danh sách
Các tên được liệt kê theo thứ tự niên đại đảo ngược từ phía trên bên phải xuống phía dưới bên trái, để dễ đọc. 
| Hàng trên | Hàng trên            | Hàng trên                     | Hàng dưới | Hàng dưới           | Hàng dưới               |
| Số thứ tự | Pharaon              | Tên ghi trong danh sách       | Số thứ tự | Pharaon             | Tên ghi trong danh sách |
| --------- | -------------------- | ----------------------------- | --------- | ------------------- | ----------------------- |
| 1         | Ramses II            | User-maat-ra Setep-en-ra      | 30        | Neferefre           | Kha-nefer-ra            |
| 2         | Seti I               | Men-maat-ra                   | 31        | Shepseskare         | Shepses-ka-ra           |
| 3         | Ramses I             | Men-pehty-ra                  | 32        | Neferirkare Kakai   | Nefer-ir-ka-ra          |
| 4         | Horemheb             | Djeser-kheperu-ra Setep-en-ra | 33        | Sahure              | Sahura                  |
| 5         | Amenhotep III        | Neb-maat-ra                   | 34        | Userkaf             | User-ka-f               |
| 6         | Thutmose IV          | Men-kheperu-ra                | 35        | Thamphthis?         | Tên đã bị phá hủy.      |
| 7         | Amenhotep II         | Aa-kheperu-ra                 | 36        | Bicheris?           | Tên đã bị phá hủy.      |
| 8         | Thutmose III         | Men-kheper-ra                 | 37        | Djedefptah          | Tên đã bị phá hủy.      |
| 9         | Thutmose II          | Aa-kheper-en-ra               | 38        | Shepseskaf          | Tên đã bị phá hủy.      |
| 10        | Thutmose I           | Aa-kheper-ka-ra               | 39        | Menkaura            | Tên đã bị phá hủy.      |
| 11        | Amenhotep I          | Djeser-ka-ra                  | 40        | Khafra              | Kha-f-ra                |
| 12        | Ahmose I             | Neb-pehti-ra                  | 41        | Djedefra            | Djed-ef-re              |
| 13        | Mentuhotep II        | Nebhepetre                    | 42        | Khufu               | Khufu                   |
| 14        | Mentuhotep III       | Se-ankh-ka-ra                 | 43        | Sneferu             | Sneferu                 |
| 15        | Amenemhat I          | Se-hetep-ib-ra                | 44        | Huni                | Huni                    |
| 16        | Senusret I           | Kheper-ka-ra                  | 45        | Nebka               | Neb-ka-ra               |
| 17        | Amenemhat II         | Nub-kau-ra                    | 46        | Sekhemkhet          | Djoser-teti             |
| 18        | Senusret II          | Kha-kheper-ra                 | 47        | Djoser              | Djoser                  |
| 19        | Senusret III         | Kha-khau-ra                   | 48        | Khasekhemwy         | Beby                    |
| 20        | Amenemhat III        | Ni-maat-ra                    | 49        | Hudjefa             | Tên đã bị mất.          |
| 21        | Amenemhat IV         | Maat-kheru-ra                 | 50        | Sekhemib-Perenmaat? | Nefer-ka-sokar          |
| 22        | Sobekneferu          | Sobek-ka-ra                   | 51        | Seth-Peribsen?      | Nefer-ka-ra             |
| 23        | Pepi II Neferkare    | Nefer-ka-ra                   | 52        | Senedj              | Senedj                  |
| 24        | Merenre Nemtyemsaf I | Mer-en-ra                     | 53        | Wneg                | Wadjlas                 |
| 25        | Pepi I Meryre        | Pepi                          | 54        | Nynetjer            | Ba-netjeru              |
| 26        | Teti                 | Teti                          | 55        | Raneb               | Kakau                   |
| 27        | Unas                 | Unis                          | 56        | Hotepsekhemwy       | Bau-netjer              |
| 28        | Djedkare             | Maat-ka-ra                    | 57        | Qa'a                | Qe-behu                 |
| 29        | Menkauhor            | Men-kau-hor                   | 58        | Anedjib             | Merbapen                |

## Danh sách vua thời kỳ Tân Vương quốc khác
- Danh sách vua Abydos
- Danh sách vua Karnak
- Danh sách vua Torino
- Danh sách vua Medinet Habu